# Mezoameryka

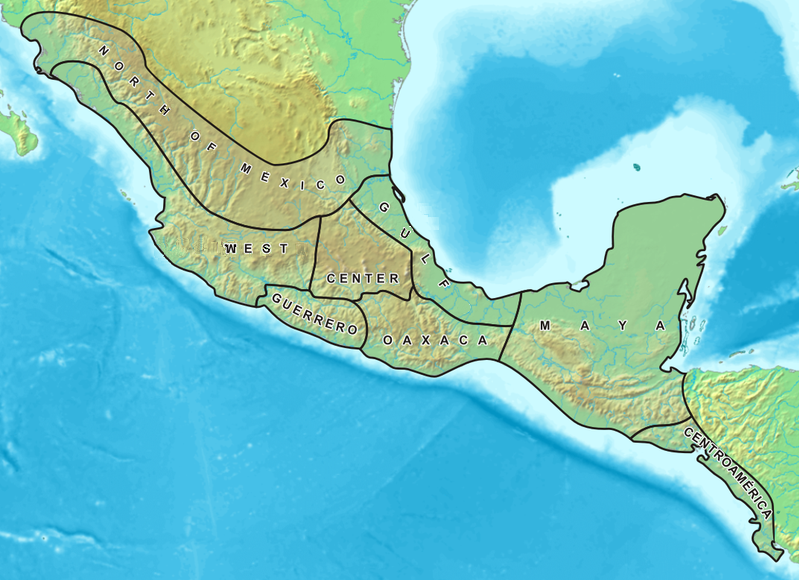
Regiony kulturowe Mezoameryki

Mezoameryka – region obejmujący terytoria zamieszkane przez członków wielkich środkowoamerykańskich kultur prekolumbijskich oraz ich wpływu kulturowego, ekonomicznego i politycznego. Rozciąga się w przybliżeniu od środkowego Meksyku po Przesmyk Panamski.
Do kultur mezoamerykańskich zalicza się:
- Olmeków
- Tolteków
- Majów
- Zapoteków
- Misteków
- Huasteków
- Totonaków
- Tarasków
- Pipilów
- Azteków i inne ludy Nahua (m.in. Tepaneków, Acolhua, Tlahuica, Tlaxcalan)

Termin „Mezoameryka” został użyty po raz pierwszy przez amerykanistę Paula Kirchhoffa. Jego zdaniem obszar ten obejmował terytorium, którego granica południowa ciągnęła się mniej więcej od ujścia rzeki Motagua do Atlantyku, poprzez jezioro Nikaragua aż do zatoki Nicoya na Pacyfiku, a północna – sięgała rzeki Panuco wpadającej do Atlantyku i rzeki Sinaloa wpadającej do Pacyfiku. Brak kontaktu z innymi cywilizacjami sprawił, że Mezoameryka jest obszarem bardzo jednolitym pod względem kulturowym, pomimo różnic etnicznych i językowych.
Według Kirchhoffa Mezoamerykę wyróżniały następujące elementy kulturowe:
- uprawa trzech podstawowych roślin pokarmowych: kukurydzy, fasoli i odmian dyniowatych;
- stosowanie nawozów;
- różne rodzaje nawadniania;
- konstruowanie pływających ogrodów (chinampas) na jeziorach,
- podobne narzędzie do uprawy ziemi – kij z rozszerzonym łopatkowato dolnym końcem, zwany coa;
- uprawa bawełny, drzewa kakaowego i agawy maguey (z włókien sporządzano grubsze tkaniny i papier, a z soku napój oszałamiający);
- piramidy o konstrukcji schodkowej;
- domy z podziemnymi piecami, łaźniami parowymi (temazcal) oraz stiukowymi posadzkami i kamienne drogi;
- pismo hieroglificzne i obrazkowe książki – kodeksy, składane parawanikowo;
- podział roku słonecznego na 18 miesięcy po 20 dni, z 5 dniami dodatkowymi (365 dni);
- rok obrzędowy liczący 260 dni, podzielony na 20 okresów, z których każdy składał się z 13 dni oznaczonych odrębnymi znakami;
- składanie ofiar z ludzi poprzez ścięcie lub wyrywanie im serca na kamieniu ofiarnym;
- obrzędowa gra w piłkę i boiska do gry w pelotę;
- pewne formy samoofiary, jak przekłuwanie języka, uszu i nóg;
- wiara w życie po śmierci i trudną drogę zmarłego w zaświaty;
- rytualne stosowanie papieru i kauczuku.

Niektóre z tych elementów występowały również w Ameryce Środkowej i Ameryce Południowej.

## Historia Mezoameryki
Historia Mezoameryki dzieli się na trzy okresy:
- preklasyczny, obejmujący lata od 2000 p.n.e. do 250 n.e.;
- klasyczny – od 250 do 900 n.e.;
- postklasyczny – od 900 do roku 1521, w którym upadła stolica Azteków, ostatni organizm państwowy prekolumbijskiej Mezoameryki (miasto Majów Tayasal zostało podbite przez hiszpańskich kolonizatorów dopiero w roku 1697).